# 富吉 (宮崎市)
富吉（とみよし）とは、宮崎県宮崎市内の地名。正式には「宮崎市大字富吉」の表記となる。生目地域自治区に属している。郵便番号は880-2114。

## 地理
宮崎市の中西部、生目地域自治区に属する。北西方を大淀川に面し、主に農地となっている地域である。
東を大字有田・大字柏原、南を大字長嶺・大字浮田・高岡町上倉永、西を高岡町下倉永と接する。大淀川を挟んで大字糸原・高岡町花見と接する。

## 歴史
- 1889年（明治22年）5月1日 - 町村制の施行により、宮崎郡浮田村・生目村・細江村・長嶺村・跡江村・富吉村・柏原村・小松村の区域をもって生目村が発足。
- 1963年（昭和38年）4月1日 - 宮崎市が生目村を編入。大字富吉が成立。
- 2006年（平成18年）1月1日 - 生目地域自治区に所属となる。

## 世帯数と人口
2023年（令和5年）8月1日現在の世帯数と人口は以下の通りである。
| 町丁     | 世帯数  | 人口   |
| -------- | ------- | ------ |
| 大字富吉 | 602世帯 | 1262人 |

## 小・中学校の学区
市立小・中学校に通う場合、学区は以下の通りとなる。
| 町名     | 小学校             | 中学校             |
| -------- | ------------------ | ------------------ |
| 大字富吉 | 宮崎市立生目小学校 | 宮崎市立生目中学校 |

## 交通

### バス
宮交グループの運営するバスが営業している。

### 道路
- 東九州自動車道（宮崎西インターチェンジ）
- 国道10号

## 施設
- 宮崎市上下水道局 富吉浄水場
- 宮崎交通宮崎中央営業所・貸切高速営業所（富吉車庫）
- 西日本高速道路九州支社宮崎高速道路事務所